# استیو اینگلهارت
استیو اینگلهارت (انگلیسی: Steve Englehart؛ زادهٔ ۲۲ آوریل ۱۹۴۷) یک نویسنده، پدیدآور، و رمان‌نویس اهل ایالات متحده آمریکا است.
وی بیشتر به خاطر همکاریش با مارول کامیکس و دی‌سی کامیکس بخصوص در خلق انتقام‌جویان، کاپیتان آمریکا، دکتر استرنج، فانوس سبز و لیگ عدالت شناخته می‌شود.